# تخریب ورشو

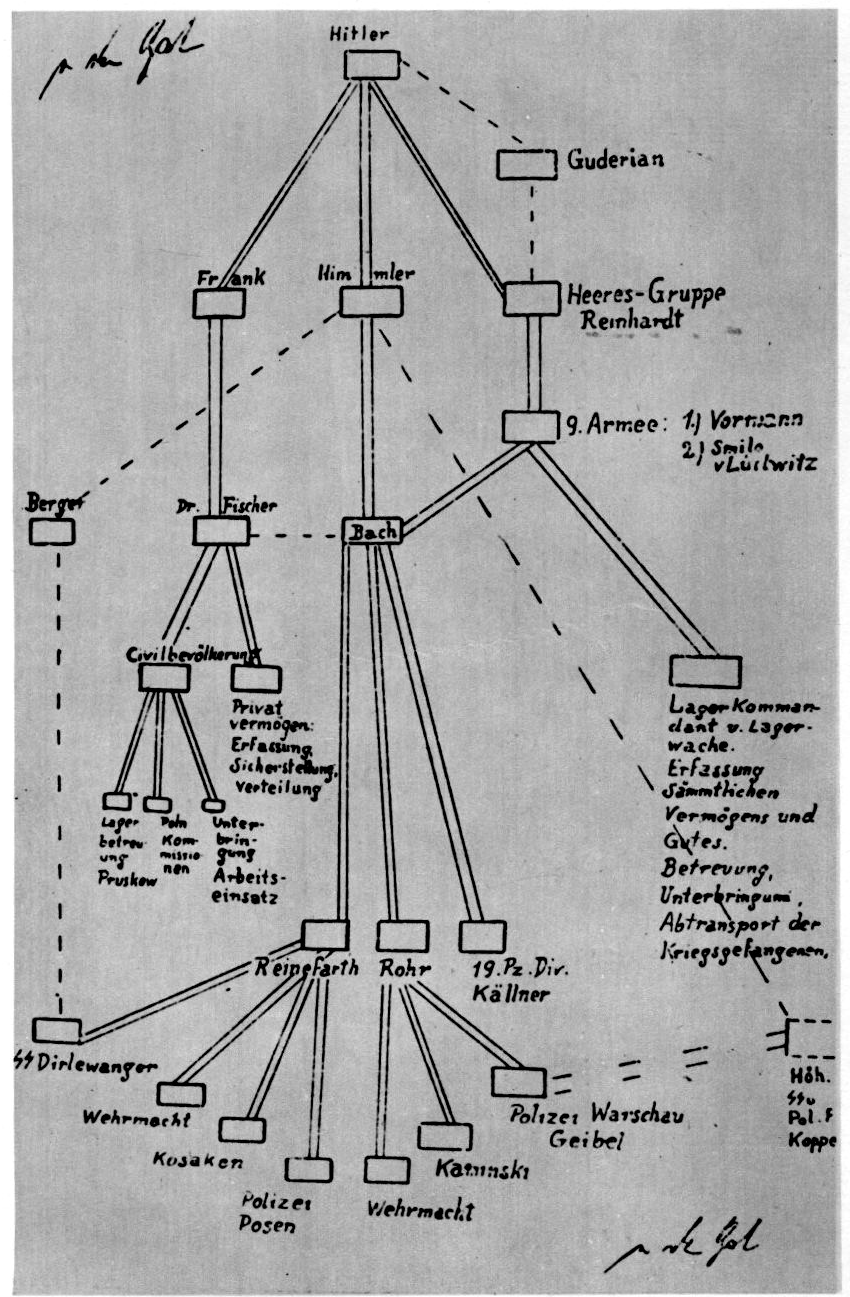
سلسله‌مراتب فرماندهی فرماندهان ارتش آلمان که از نقشه نابودی شهر ورشو آگاهی داشتند. (ترسیم شده توسط اریش فون دم باخ-زلوسکی در دادگاه نورنبرگ

تخریب وَرشو به نابودی قابل ملاحظه پایتخت لهستان توسط آلمان در طول جنگ جهانی دوم و به ویژه پس از قیام ورشو اشاره دارد. رهبران نازی که از وقوع قیام به شدت خشمگین  شده بودند تصمیم گرفتند تا شهری را که از مدت‌ها پیش به عنوان بخشی از برنامه آلمانی‌سازی خود در نظر گرفته بودند به مثالی هولناک برای دیگران تبدیل نمایند.
حتی پیش از قیام نیز آلمانی‌ها می‌دانستند که ورشو طی ماه‌های آینده به دست متفقین خواهد افتاد. علی‌رغم این مسئله آن‌ها تلاش بی‌سابقه‌ای را جهت ویران کردن ورشو اختصاص دادند. این تصمیم آن‌ها منابع ارزشمندی را که می‌توانست در جبهه شرق یا جبهه تازه باز شده غرب که متعاقب پیاده شدن نیروهای متفقین در نرماندی به وجود آمد استفاده شود را هدر داد. آلمانی‌ها ۸۰ تا ۹۰ درصد بناهای شهر را ویران نموده و عمداً بخش بزرگی از میراث فرهنگی شهر را نابود کرده، سوزانده یا به سرقت بردند.
| رده                    | نابود شده |
| ---------------------- | --------- |
| پل‌ها                   | ۱۰۰٪      |
| سالن‌های تئاتر و سینما  | ۹۵٪       |
| صنایع                  | ۹۰٪       |
| مراکز بهداشتی          | ۹۰٪       |
| بناهای تاریخی          | ۹۰٪       |
| تجهیزات تراموا         | ۸۵٪       |
| خطوط تراموا            | ۷۵٪       |
| خانه‌ها                 | ۷۲٪       |
| مراکز آموزشی           | ۷۰٪       |
| درختان در پارک و باغ‌ها | ۶۰٪       |
| برق‌رسانی               | ۵۰٪       |
| لوله گاز               | ۴۶٪       |
| منابع آب               | ۳۰٪       |
| رویه خیابان‌ها          | ۳۰٪       |

هم‌اکنون هنوز نیمی از آثار فرهنگی و تاریخی لهستان که در سال ۱۹۴۴ توسط آلمانی‌ها ربوده شدند هنوز به خاک این کشور بازنگشته‌اند. پس از پایان جنگ عملیات عمرانی وسیعی جهت بازسازی شهر بر اساس نقشه‌های پیش از جنگ و اسناد تاریخی انجام شد. بر خلاف شهرهایی مانند استالینگراد که نیروی کار اجباری آلمانی به عنوان بخشی از غرامت جنگ جهت بازسازی استفاده می‌شد، ورشو و بیشتر مناطق لهستان بدون کمک هیچ نیروی کار آلمانی بازسازی شدند.

## نقشه تخریب پیش از جنگ

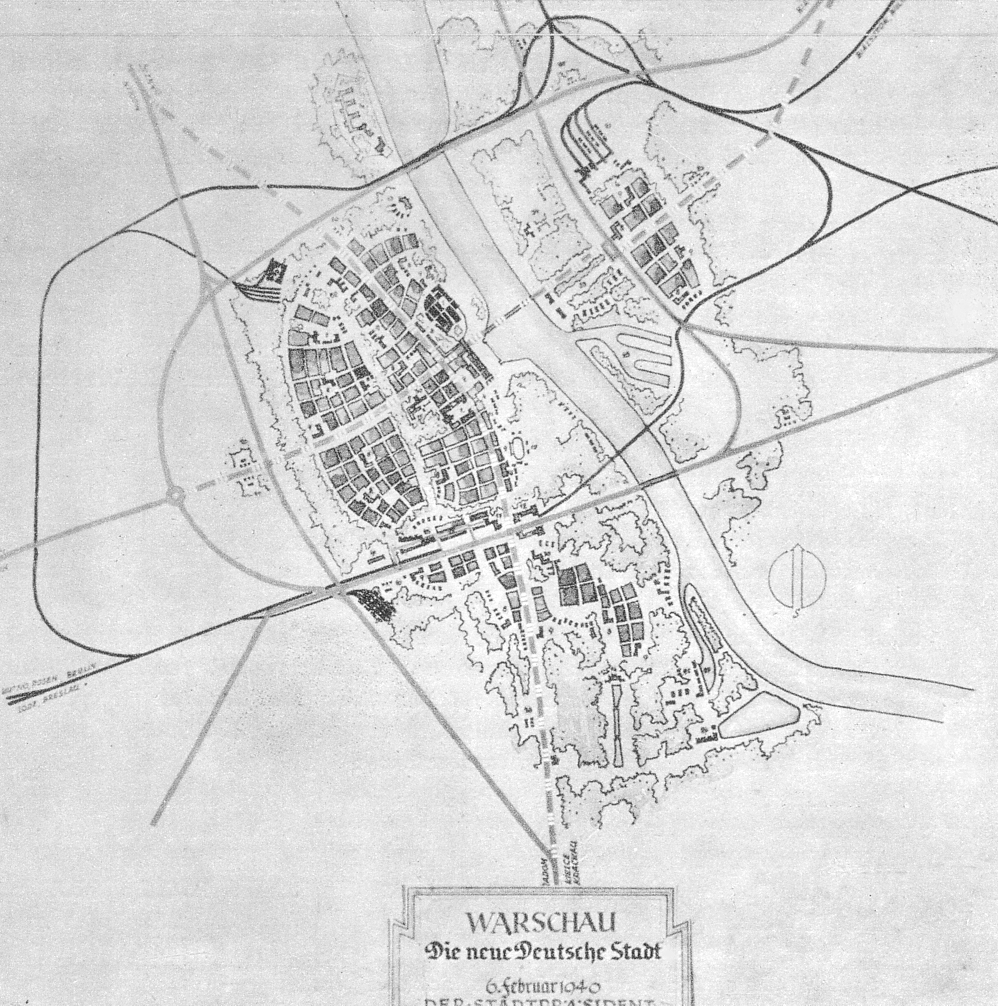
نقشه شهر جدید آلمانی در ورشو

نابودی ورشو پیش از قیام سال ۱۹۴۴ و حتی پیشتر از آغاز جنگ جهانی دوم برنامه‌ریزی گشته بود. در ۲۰ ژوئن ۱۹۳۹ هنگامی که هیتلر در حال بازدید از دایره معماری در وورتسبورگ بود متوجه برنامه‌ای برای شهر نوین آلمان گشت. طبق برنامه پابست ورشو به یک شهر ۱۳۰ هزار نفری آلمانی تبدیل می‌گشت. طراحان رایش سوم نقشه‌های دقیقی را ترسیم کرده بودند که یک هسته تاریخی آلمانی را نشان می‌داد و تنها پاره‌ای از مکان‌های مشخص مانند قصر سلطنتی به عنوان اقامتگاه هیتلر باقی می‌ماندند. این طرح که شامل ۱۵ نقشه و یک مدل مینیاتوری بود نام خود را از معمار ارتش آلمان فردریش پابست می‌گرفت که اعتقاد داشت با از بین بردن جلوه‌های مادی و معماری یک ملت روحیه و فرهنگ آنان را از میان برد. طراحی واقعی شهر جدید آلمانی به جای ورشو را هربرت گروس به عهده گرفت. یکی از عواقب ناکامی قیام ورشو آن بود که به هیتلر فرصتی بخشید تا مفهومی که پیش از جنگ طراحی گشته بود را تحقق ببخشد.

## عواقب قیام ورشو

### اخراج مردم
اولین کشتار مردم غیرنظامی در دسامبر ۱۹۳۹ در جنگل کامپینوسکا واقع در نزدیکی ورشو رخ داد. از سال ۱۹۴۰ عملیات جمع‌آوری یک اتفاق عادی بود و کسانی که گیر می‌افتادند به اردوگاه‌های کار اجباری آلمان منتقل می‌گشتند تا به عنوان نیروی کار اجباری از ایشان استفاده گردد. آلمانی‌ها شهر را به سه ناحیه یهودی نشین، لهستانی نشین و آلمانی نشین تقسیم نمودند. برنامه نابودی و پاکسازی قومی به صورت برنامه‌ریزی شده از محله یهودیان که شامل یهودیان ورشو و دیگر یهودیان انتقال داده شده بود آغاز گشت.
در سال ۱۹۴۰ آلمانی‌ها منطقه‌ای به مساحت یک مایل مربع را در ناحیه شمالی ورشوی میانی تبدیل به گتو یهودیان نمودند که با دیوارهای بلند و برج‌های نگهبانی احاطه گشته بود که پاره‌ای از اسناد حاکی از اسکان ۵۰۰ هزار یهودی در این منطقه دارد. بین ۲۲ ژوئیه تا ۳ اکتبر ۱۹۴۲ برنامه تخلیه گتو آغاز گشت. ۳۰۰ هزار تن برای نابودی به اردوگاه‌های نازی‌ها فرستاده شدند و ۷۰ هزار نفر باقی مانده در گتو به عنوان نیروی کار جهت پشتیبانی از ارتش آلمان به کار گرفته شدند. در آوریل ۱۹۴۳ نازی‌ها برنامه نهایی نابودی گتو را آغاز کردند که باعث خیزش گتوی ورشو شد. این خیزش با بی‌رحمی تمام سرکوب شد و هر آنچه از گتو باقی مانده بود با خاک یکسان گشت.

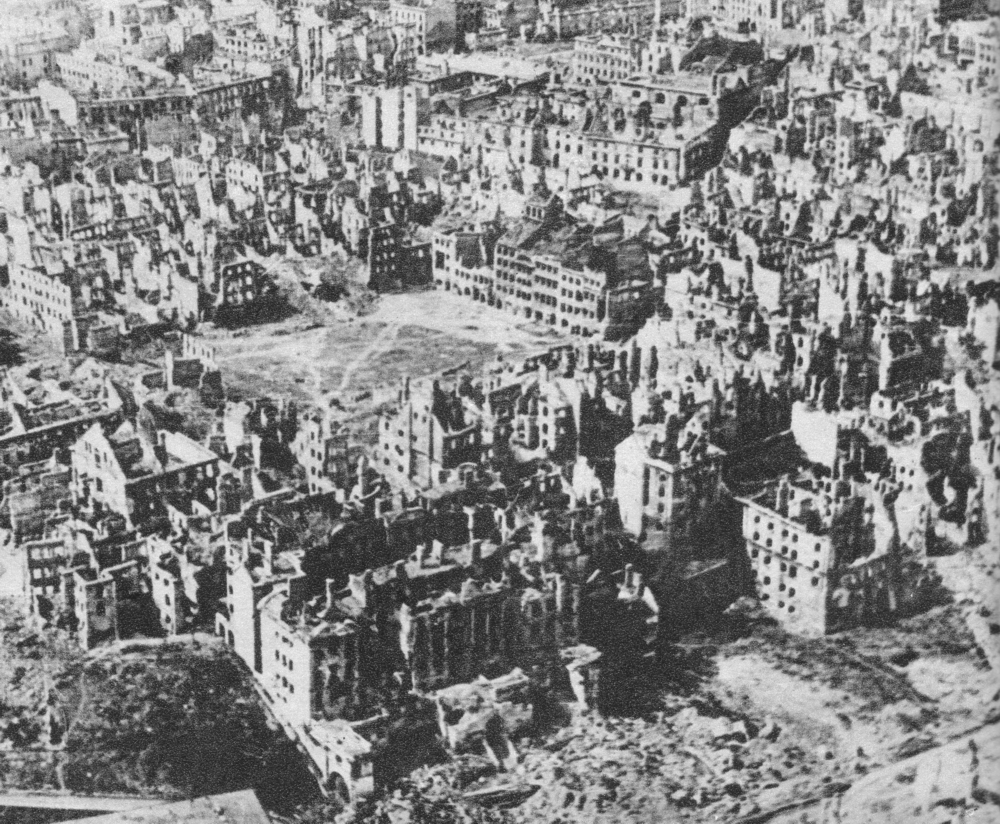
تصویری از ورشو ویران شده، ژانویه ۱۹۴۵

پس از آغاز قیام ورشو در ۱ اوت ۱۹۴۴ به دستور هیملر و تحت فرماندهی اریش فون دم باخ-زلوسکی و هاینز راینفارت شهر ورشو ۶۳ روز بی‌امان تحت بمباران توپخانه و هوایی آلمانی‌ها قرار گرفت. فون دم باخ بعدها دربارهٔ دیدار به راینفارت اینگونه می‌نویسد: "راینفارت مرا از وجود دستور صریح هیملر مطلع کرد. نخستین چیزی که او به من گفت آن بود که به طور واضح دستور داده شده‌است که هیچ زندانی گرفته نشود بلکه تک تک ساکنان ورشو باید کشته شوند. وقتی که من از او پرسیدم حتی زن‌ها و کودکان؟ او پاسخ داد که بله، زن‌ها و کودکان هم…" در نتیجه این تخریب برنامه‌ریزی شده و پاکسازی قومی بی‌سابقه در سال ۱۹۴۴ نزدیک به ۶۰ درصد جمعیت شهر یعنی ۸۰۰ هزار انسان کشته شدند.
هانس فرانک چند روز پس از آغاز قیام در دفترچه خاطرات خود نوشته‌است: «تقریباً تمام ورشو به مانند دریایی از آتش شده‌است. مطمئن‌ترین راه برای بیرون کشیدن شورشیان از مخفی‌گاه‌هایشان آن است که خانه‌ها را به آتش بکشیم. وقتی قیام را سرکوب کنیم ورشو آنچه را که لایق است به دست می‌آورد. نابودی کامل.»
در سال ۱۹۴۴ آلمانی‌ها در پروشکوف بزرگترین اردوگاه انتقال راه ایجاد نمودند تا بتوانند مردم را از ورشو بیرون نمایند. در طول قیام ورشو و سرکوب آن بیش از ۵۵۰ هزار نفر از اهالی شهر و ۱۰۰ هزار نفر از اهالی حومه به اردوگاه‌ها تبعید شدند. در آنجا پلیس و اس‌اس اسرا را از یکدیگر جدا کرده و سرنوشت هر یک را رقم می‌زدند.
افرادی که در شهر ویران شده باقی ماندند رابینسون کروزوئه‌های ورشو خوانده می‌شوند که یکی از معروفترین آن‌ها ولادیسلاو اشپیلمان است که داستانش در فیلم پیانیست نمایش داده شد. آلمانی‌ها هر یک از این افراد که آن‌ها را موش می‌خواندند در ویرانه‌های شهر پیدا می‌کردند را می‌کشتند.

### غارت و تخریب ساختمان‌ها

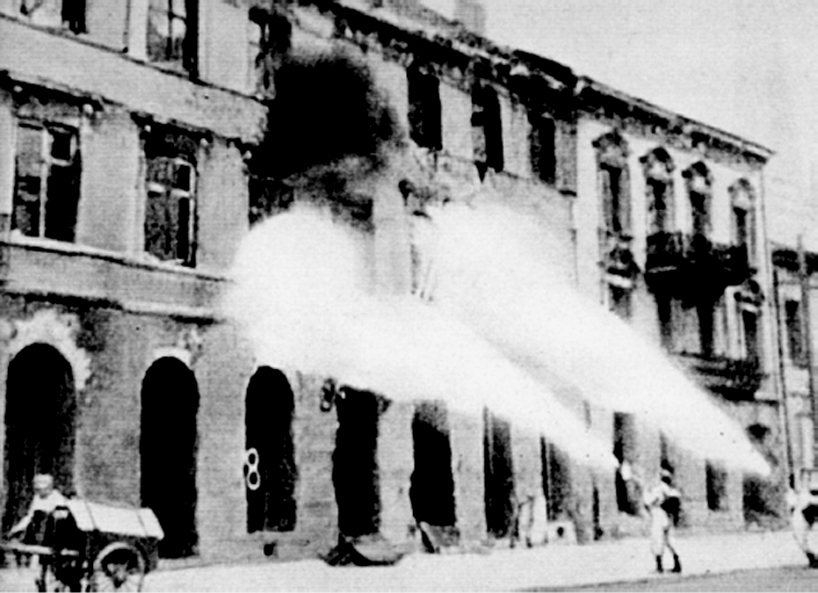
آلمانی‌ها در حال آتش زدن ساختمان‌ها پس از سرکوب قیام ورشو

پس از اخراج باقی مانده مردم شهر آلمانی‌ها عملیات تخریب بناهای باقی مانده را آغاز نمودند. گروه‌های ویژه‌ای از مهندسین رزمی ارتش آلمان جهت سوزاندن و تخریب بناهای باقی مانده در ورشو اعزام شدند. طبق برنامه آلمان‌ها اکنون ورشو قرار نبو چیزی بیش از یک ایستگاه انتقال ارتش آلمان پس از پایان جنگ باشد. واحدهای تخریب از شعله‌افکنها و مواد منفجره جهت تخریب روش‌مند شهر بهره می‌گرفتند. تحت نظارت مقامات آلمانی آن‌ها توجه خاصی را جهت تخریب بناهای تاریخی و ملی لهستان اختصاص می‌دادند. هر چیزی که قابل ربودن نبود ویران می‌گشت تا هیچ چیز از شهری که زمانی ورشو نامیده می‌گشت باقی نماند.
در ژانویه ۱۹۴۵ بین ۸۵ تا ۹۰ درصد بناهای شهر به صورت کامل ویران گشته بود. از این میزان ۱۰ درصد در سال ۱۹۳۹ و هنگام تهاجم به لهستان و نبردهای آن، ۱۵ درصد در هنگام خیزش گتوی ورشو، ۲۵ درصد در هنگام قیام ورشو و ۴۰ درصد در دوره تخریب برنامه‌ریزی شده شهر توسط نازی‌ها پس از پایان قیام تخریب گشته بودند.
به موجب تخمین‌ها ۱۰٬۴۵۵ ساختمان، ۹۲۳ اثر تاریخی، ۲۵ کلیسا، ۱۴ کتابخانه از جمله کتابخانه ملی لهستان، ۸۱ مدرسه ابتدایی، ۶۴ دبیرستان، دانشگاه ورشو، دانشگاه صنعتی ورشو از میان رفتند و یک میلیون نفر از مردم تمام دارایی خود را از دست دادند. میزان دقیق آسیب به اموال خصوصی و عمومی از جمله آثار هنری، تاریخی و علمی مشخص نیست اما باید به یاد داشت که پیش از آغاز جنگ ورشو مسکن پولدارترین و مرفه‌ترین مردمان لهستان بود. در سال ۲۰۰۴ لخ کاچینسکی که شهردار وقت ورشو بود کمیسیونی را جهت بررسی میزان آسیب‌های واره به اموال عمومی ورشو در طول دوره تسلط نازی‌ها ایجاد کرد که تخمین این نهایی این کمیسیون مبلغ ۵۴٫۶ میلیارد دلار را اعلام کرد. تخمین میزان آسیب به اموال خصوصی اما ممکن نیست زیرا تمام شواهد مانند مدارک بیمه‌ای اموال شخصی از میان رفته‌است.

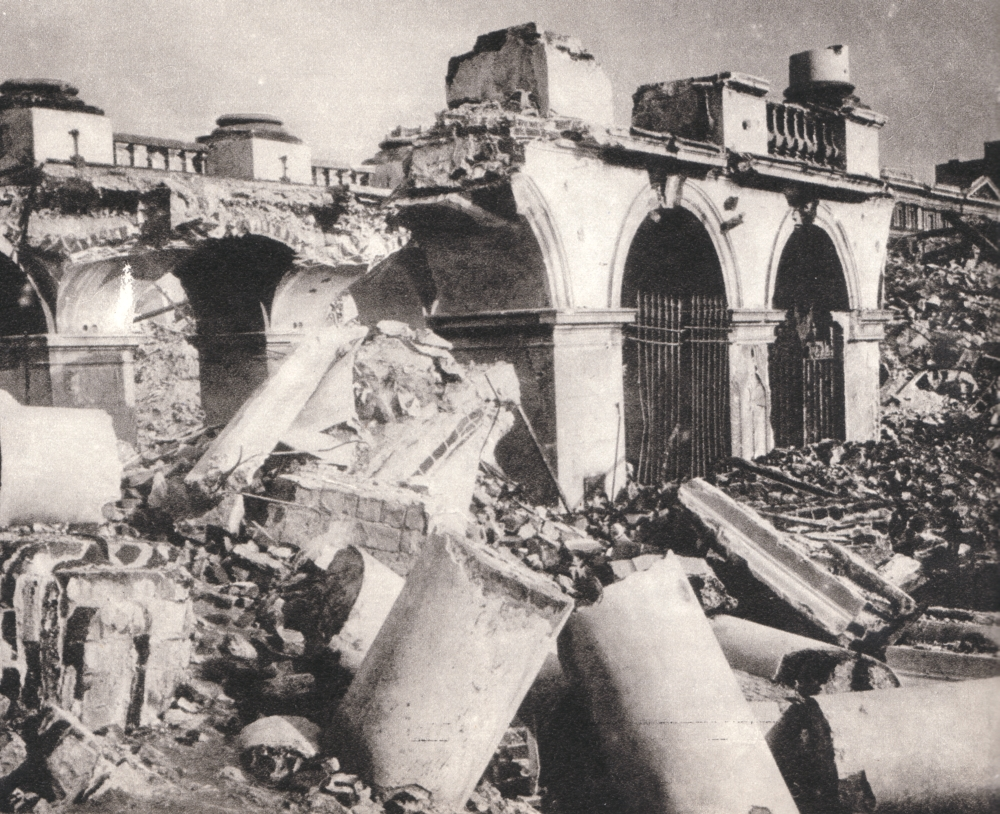
باقی مانده قصر ساکسون و مقبره سرباز گمنام

تاریخ نابودی مکان‌های مهم ورشو در سال ۱۹۴۴:
- ۴ سپتامبر: کاخ سلطنتی
- اکتبر: کلکسیون‌ها و نسخه‌های خطی کتابخانه ملی لهستان سوزانده شدند.
- ۱۸ دسامبر: کاخ برولا
- ۲۷ دسامبر: قصر ساکسون
- دسامبر: کاخ بر روی جزیره سوزانده شد و نزدیک به هزار روی دیوارهای آن کنده شد اما به هر حال بنای کاخ دوام آورد.

تیمی از عکاسان آلمانی تمامی این تخریب‌ها را مستند کرده‌اند.

### آتش زدن کتابخانه‌ها
در طول قیام ورشو واحد آتش‌زدن ورشو تحت نظارت آلمانی‌ها ۷۰ تا ۸۰ درصد کتابخانه‌های شهر را با دقت تمام به آتش کشیدند. در اکتبر ۱۹۴۴ کتابخانه زاووسکی که قدیمی‌ترین کتابخانه عمومی لهستان و یکی از کهن‌ترین کتابخانه‌های اروپا بود به آتش کشیده شد. از حدود ۴۰۰ هزار اثر چاپی، نقشه و نسخه خطی تنها ۳۰٬۰۰۰ نسخه چاپی و ۱٬۸۰۰ نسخه خطی سالم ماندند.

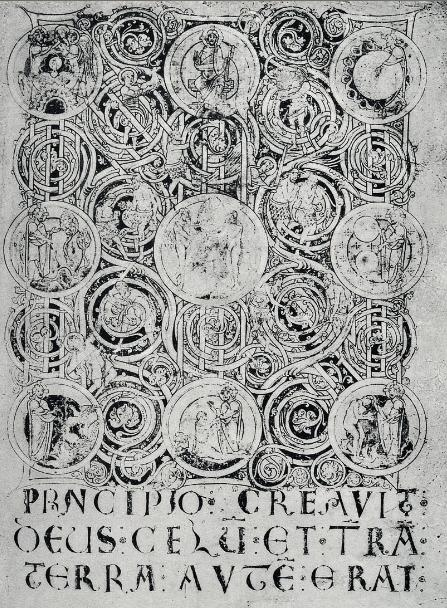
یک انجیل متعلق به قرن ۱۲ میلادی که توسط آلمانی‌ها در سال ۱۹۴۴ از بین رفت.

در طی روزهای پایانی قیام ورشو و پس از آن ۳ کتابخانه بزرگ شخصی ورشو که حامل قسمت‌های باارزشی از فرهنگ لهستان بودند و در سال ۱۹۳۹ نیز در اثر بمباران صدمه دیده بودند به صورت کامل از میان رفتند. آثار موزه لهستان در راپرسوویل که در سال ۱۹۲۷ به لهستان انتقال داده شده بودند در سال ۱۹۴۴ به صورت کامل از میان رفتند.
بر خلاف دیگر کتاب‌سوزان نازی‌ها که کتاب‌های خاصی را شامل می‌شد در شهر ورشو کتابخانه‌ها به صورت برنامه‌ریزی شده از میان رفتند که باعث نابودی بسیاری از کتاب‌ها و طومارهای تاریخی لهستان گشت.

## بازسازی شهر
ورشو بین دهه‌های ۱۹۵۰ تا ۷۰ میلادی به دست مردم لهستان و با کمک شوروی بازسازی گشت. کاخ فرهنگ و دانش که در سال ۱۹۵۵ تکمیل گشت و هنوز هم بلندترین بنای لهستان است هدیه مردم شوروی به لهستان است. شهر قدیم ورشو دقیقاً به همان صورت سابق خود بازسازی گشت اما شهر جدید ورشو تا حدی شکل سابق خود را بازیافت.